# Salillas de Jalón
Salillas de Jalón es un municipio y localidad española de la provincia de Zaragoza, en la comunidad autónoma de Aragón. El término municipal, ubicado en la comarca de Valdejalón, tiene una población de 359 habitantes (INE 2024).

## Geografía
El municipio tiene un área de 2,54 km².

## Historia
Hasta la reforma de la nomenclatura municipal de 1916 el municipio se llamaba simplemente Salillas. En dicha fecha su nombre fue modificado por el de Salillas de Jalón.

## Demografía
Salillas de Jalón cuenta con una población de 359 habitantes (INE 2024).
| Gráfica de evolución demográfica de Salillas de Jalón entre 1842 y 2021 |
| |
| Población de derecho según los censos de población del INE Población de hecho según los censos de población del INEEn estos censos se denominaba Salillas: 1842, 1857, 1877, 1887, 1897, 1900 y 1910 |

## Administración y política
| Período   | Alcalde                      | Partido |  |
| --------- | ---------------------------- | ------- |  |
| 1979-1983 | José María Serrano Ferrer    | UCD     |  |
| 1983-1987 | Concepción Sevilla Lana      | PSOE    |  |
| 1987-1991 | Concepción Sevilla Lana      | PSOE    |  |
| 1991-1995 | Concepción Sevilla Lana      | PSOE    |  |
| 1995-1999 | Concepción Sevilla Lana      | PSOE    |  |
| 1999-2003 | Concepción Sevilla Lana      | PSOE    |  |
| 2003-2007 | Concepción Sevilla Lana      | PSOE    |  |
| 2007-2011 | Concepción Sevilla Lana      | PSOE    |  |
| 2011-2015 | Concepción Sevilla Lana      | PSOE    |  |
| 2015-2019 | Jesús Antonio Subías Pericas | PSOE    |  |

| Partido político    | Partido político                                   | 2003   | 2007   | 2011   | 2015   | 2019   | 2023   |
| Partido político    | Partido político                                   | Ediles | Ediles | Ediles | Ediles | Ediles | Ediles |
|                     | Partido de los Socialistas de Aragón (PSOE-Aragón) | 4      | 4      | 3      | 5      | 7      | 2      |
|                     | Partido Popular de Aragón (PP)                     | 1      | 1      | 1      | 2      | 0      | 5      |
|                     | Chunta Aragonesista (CHA)                          | 2      | 1      | 3      | —      | —      | —      |
|                     | Partido Aragonés (PAR)                             | —      | 1      | —      | —      | —      | —      |
| Total de concejales | Total de concejales                                | 7      | 7      | 7      | 7      | 7      | 7      |

## Patrimonio
- Iglesia parroquial de San Martín.

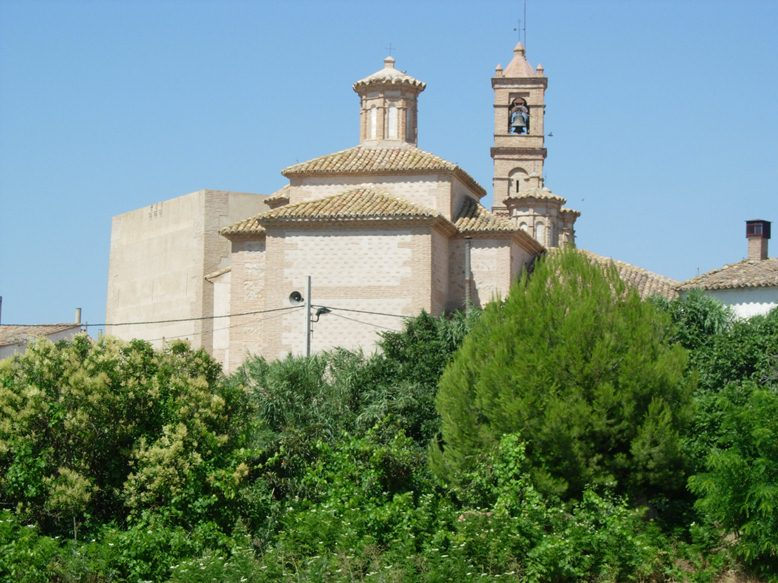
Iglesia de San Martín

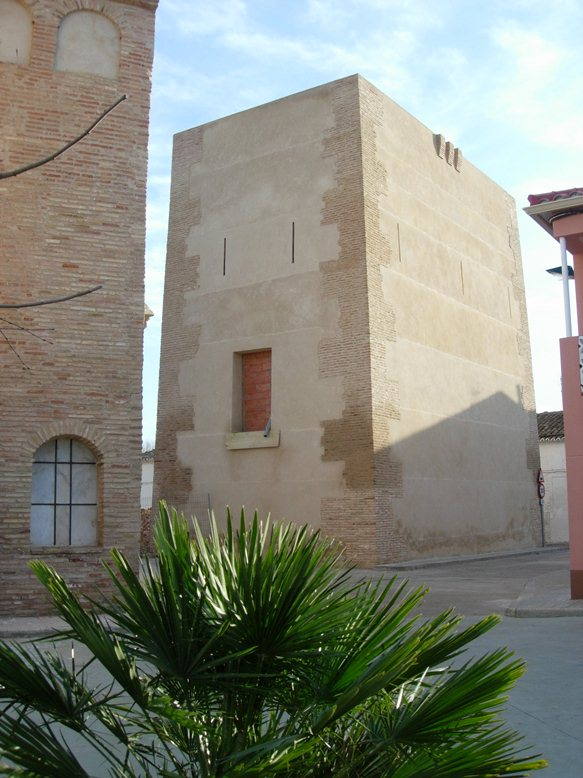
Torre del Señorío

- La Torraza, torre mudéjar de la cual solamente se ha conservado una esquina y parte de su base.[9]
- Parajes a orillas del río Jalón.
- Torre del Señorío, es un edificio de catorce metros de altura. Antes de su restauración tuvo uso residencial, lo que permitió su conservación. Es conocida también como la  "Casa de los Moros" ya que tras el fin de su uso militar el edificio fue usado por familias musulmanas.
- Casas-cueva y bodegas
- Molino para grano movido por salto de agua

## Cultura

### Fiestas
- Santa Quiteria, 22 de mayo.
- La Virgen del Rosario, el primer domingo de octubre (patronales).
- San Martín, 11 de noviembre.